# کن والر
کن والر (انگلیسی: Ken Waller؛ زادهٔ ۲۰ مارس ۱۹۴۲) بدن‌ساز سابق اهل ایالات متحده آمریکا است. والر قهرمانی مسابقات فدراسیون بین‌المللی بدنسازی (IFBB) در رقابت‌های مستر یونیورس در سال ۱۹۷۵ در پرتوریای آفریقای جنوبی برگزار شد و نیز قهرمانی در دسته سنگین‌وزن مسابقات مستر المپیا در سال ۱۹۷۶ را در کارنامه خود دارد. در دنیای بدنسازی وی به موهای قرمز و مجعد و نیز کک و مک‌هایش شهرت داشت_که تا به امروز نیز از معدود بدنسازان با موی قرمز به‌شمار می‌رود.